# Каменные острова
Ка́менные острова́ — архипелаг из четырёх островов, расположенных в Пясинском заливе Карского моря, к северу от Берега Петра Чичагова полуострова Таймыр. Относятся к территории Красноярского края.
В состав Каменных островов входят (с северо-запада на юго-восток):
- Западный Каменный остров, округлой формы, 8,5 км в диаметре, наивысшая точка — 159 м.
- Восточный Каменный остров, самый крупный, 17 км в длину и 9 км в ширину, наивысшая точка — 46 м.
- Остров Расторгуева, вытянут в длину, наивысшая точка — 132 м.
- Остров Моржово, самый маленький, диаметром 4 км, округлой формы, наивысшая точка — 80 м.

Острова отделены от материка проливом Курочкина. Ближайший остров к материку — Моржово.
Мыс Бурный назван в честь гидрографического бота «Бурный», работавшего в этом районе в 1950-е годы.
На островах нет постоянного населения, существуют рыболовецкие постройки. Растительность тундровая.
Архипелаг был исследован Русской полярной экспедицией Императорской Академии наук 1900—1903 гг. под руководством барона Э. В. Толля с участием А. В. Колчака.